# Bill Flynn (Eishockeyspieler)
William „Billy“ Flynn (* 31. Januar 1950 in Boston, Massachusetts) ist ein ehemaliger US-amerikanischer Eishockeyspieler und -trainer. Seit seinem Karriereende ist er in der Geschäftsführung der Eisbären Berlin tätig. Sein Sohn  Patrick Flynn ist ebenfalls Eishockeyspieler.

## Karriere

### Spieler
Flynns Spielerkarriere begann 1970 im Team der Boston University aus der National Collegiate Athletic Association, für die er zwei Jahre auf der Position des Stürmers spielte. Neben dem Eishockeysport schloss er an diesem College 1972 erfolgreich sein Studium der Psychologie und Betriebswirtschaft ab. Nach Beendigung seines Studiums wechselte er in die International Hockey League und spielte dort in zwei Jahre für die Port Huron Wings, Columbus Golden Seals, Flint Generals und Dayton Gems. 
Im Jahr 1974 kam er nach Deutschland und wurde dort von der SG Nürnberg unter Vertrag genommen. Ein Jahr später wechselte er zum EV Füssen und nach zwei Jahren bei den Allgäuern ging der Stürmer zum RSC Bremerhaven, wo er 1982 seine Spielerlaufbahn beendete.

### Trainer
Nach der Beendigung seiner Karriere stieg Flynn in das Trainergeschäft ein. Sein erster Verein war 1981 der EC Hannover, den er 1983 aber wieder verließ, um ein Angebot der EA Kempten anzunehmen. Die nächste Trainerstation war bereits ein Jahr später der SV Bayreuth, den er jedoch nach ebenfalls einer Spielzeit wieder verließ, um den Schwenninger ERC in der Bundesliga zu trainieren. Seinen größten sportlichen Erfolg als Trainer erzielte er mit der Vizemeisterschaft mit dem italienischen Erstligisten HC Meran. Weitere Stationen waren anschließend der EV Zug und der Lausanne HC, ehe er 1992 zurück nach Deutschland kam und dort die Preussen Devils betreute. 1995 kam er als Sportdirektor und Trainer zu den Eisbären Berlin, konnte mit dem Verein jedoch keine sportlichen Erfolge feiern und wurde nach Ende der Spielzeit 1995/96 entlassen.

### Manager und Sportdirektor
Dem Verein blieb er jedoch treu und engagierte sich als Sportdirektor und Marketingmanager. Derzeit ist er in dieser Funktion mit dem Verein verbunden und zeichnet verantwortlich für das Sponsoring beim EHC. Darüber hinaus war er zwischen April 2005 und Juni 2015 zusammen mit Peter John Lee Geschäftsführer des Vereins.